# 居桑维尔
居桑维尔（法語：Gussainville，法語發音：[ɡysɛ̃vil]）是法国默兹省的一个市镇，属于凡尔登区。

## 地理
居桑维尔（49°10'15"N, 5°40'44"E）面积10.48 平方千米，位于法国大東部大區默兹省，该省份为法国西北部内陆省份，北与比利时接壤，西接马恩省和阿登省，南至上马恩省和孚日省，东临默尔特-摩泽尔省。
与居桑维尔接壤的市镇（或旧市镇、城区）包括：瓦尔克、瓦夫尔地区班维尔、布拉基、比济-达尔蒙、埃讷蒙、瓦夫尔地区埃梅维尔。

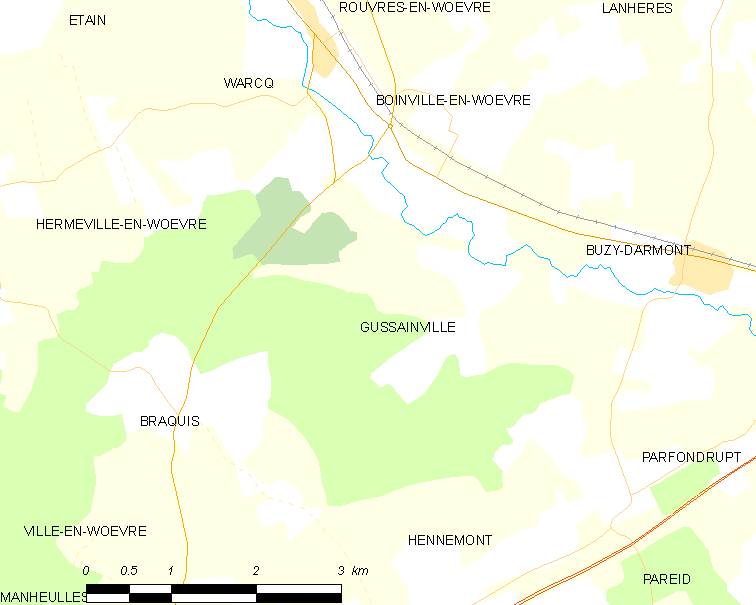
居桑维尔的OSM定位图

居桑维尔的时区为UTC+01:00、UTC+02:00（夏令时）。

## 行政
居桑维尔的邮政编码为55400，INSEE市镇编码为55222。

## 政治
居桑维尔所属的省级选区为埃坦县。

## 人口

1962-2008年间居桑维尔人口变化图示

居桑维尔于2022年1月1日时的人口数量为34人。